# Levanjska varoš

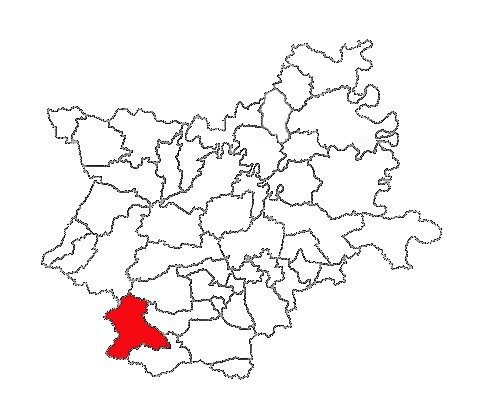
Lage der Gemeinde Levanjska Varoš in der Gespanschaft Osijek-Baranja

Levanjska Varoš (ungarisch Névna) ist eine Gemeinde in der kroatischen Gespanschaft Osijek-Baranja und hat 767 Einwohner (2021), davon im Hauptort 216 Einwohner. Administrativ gehören zur Gemeinde weitere zehn Ortschaften.

## Siedlungen der Gemeinde
Laut der letzten Volkszählung von 2021 hatte die Gemeinde Levanjska Varoš mit allen Siedlungen zusammen 767 Einwohner.
- Borojevci – 0
- Breznica Đakovačka – 175
- Čenkovo – 1
- Levanjska Varoš – 216
- Majar – 98
- Milinac – 25
- Musić – 54
- Ovčara – 18
- Paučje – 40
- Ratkov Dol – 19
- Slobodna Vlast – 121

## Geographische Lage
Der Ort liegt etwa 21 Kilometer westlich von Đakovo und 44 Kilometer nordöstlich von Slavonski Brod, nahe der Staatsgrenze von Bosnien und Herzegowina.

## Geschichte
Im 16. Jahrhundert kam der Ort unter die Herrschaft des Osmanischen Reiches und wurde bei den Eroberungszügen der Türken niedergebrannt. Während des Großen Türkenkrieges im Jahre 1687 nach der Schlacht bei Mohács wurde Levanjska Varoš von seinen Besatzern wieder befreit. Nach dem Rückzug der Türken kam es unter die Militärverwaltung der Habsburgermonarchie und wurde Teil der Militärgrenze.
Bis 1918 gehörte der Ort zum Komitat Virovititz und war Teil des Königreiches Kroatien und Slawonien. Nach Ende des Ersten Weltkrieges wurde die Region in die Gespanschaft Virovitica des neu entstandenen Staates der Slowenen, Kroaten und Serben eingegliedert. Kurze Zeit später gehörte die Ortschaft zum Königreich Jugoslawien.
Nach Ende des Zweiten Weltkrieges folgte dann die Eingliederung in die SFR Jugoslawien und seit 1991 ist Levanjska Varoš Bestandteil von Kroatien.

## Bevölkerung
| Bevölkerungsentwicklung | Bevölkerungsentwicklung | Bevölkerungsentwicklung | Bevölkerungsentwicklung | Bevölkerungsentwicklung | Bevölkerungsentwicklung | Bevölkerungsentwicklung | Bevölkerungsentwicklung | Bevölkerungsentwicklung | Bevölkerungsentwicklung | Bevölkerungsentwicklung | Bevölkerungsentwicklung | Bevölkerungsentwicklung | Bevölkerungsentwicklung | Bevölkerungsentwicklung | Bevölkerungsentwicklung | Bevölkerungsentwicklung | Bevölkerungsentwicklung |
| ----------------------- | ----------------------- | ----------------------- | ----------------------- | ----------------------- | ----------------------- | ----------------------- | ----------------------- | ----------------------- | ----------------------- | ----------------------- | ----------------------- | ----------------------- | ----------------------- | ----------------------- | ----------------------- | ----------------------- | ----------------------- |
| 1857                    | 1869                    | 1880                    | 1890                    | 1900                    | 1910                    | 1921                    | 1931                    | 1948                    | 1953                    | 1961                    | 1971                    | 1981                    | 1991                    | 2001                    | 2011                    | 2021                    |                         |
| 347                     | 423                     | 401                     | 431                     | 481                     | 582                     | 598                     | 679                     | 565                     | 538                     | 584                     | 522                     | 381                     | 344                     | 335                     | 303                     | 216                     |                         |

## Sehenswürdigkeiten
- Die Pfarrkirche im Dorf wurde im Jahr 1783 erbaut. Das Gebäude ist einschiffig mit einem halbkreisförmigen Altarraum, mit einem Glockenturm und einer Sakristei an der Nordseite des Altarraums.[6]
- Die ehemalige Burg Nevna und heutige Burgruine wird zum ersten Mal 1395 erwähnt. Die ehemalige Wasserburg befindet sich wenige hundert Meter südlich des Ortes und ist von Wassergräben umgeben.[7]